# Maverick (film)
Maverick è un film del 1994 diretto da Richard Donner e interpretato da Mel Gibson e Jodie Foster e ambientato nel Far West.
Il film è basato sulla serie televisiva statunitense Maverick, uscita tra il 1957 e il 1961 e creata dallo sceneggiatore e produttore Roy Huggins. La serie aveva in James Garner il protagonista, che interpretò per le prime tre stagioni il ruolo del giocatore di poker Bret Maverick, qui interpretato da Mel Gibson.

## Trama
Bret Maverick è un abile giocatore di poker che decide di partecipare ad un torneo per vincere 500.000 $. Non avendo a disposizione tutti i 25.000 $ necessari a pagare la quota di iscrizione, decide di andare a cercare una serie di amici suoi debitori, inseguito dal pistolero/giocatore Angel (detto lo Spagnolo), ma la sua strada si incrocia con quella di un'altra giocatrice di poker, Annabelle Bransford, una donna irresistibile che sfrutta il proprio fascino per ingannare gli uomini e derubarli di tutti i loro averi.
Nel loro viaggio verso il luogo in cui si terrà il torneo vengono affiancati dallo sceriffo Zane Cooper, che fin dall'inizio mostra antipatia per Maverick ed è stato assoldato dal Commodoro Duvall, anfitrione e partecipante del torneo, per garantire la sicurezza e la correttezza dei giocatori. Lungo la strada Maverick ne passa di cotte e di crude, diligenze prive di conducente, attacchi di indiani, un nobile russo che vuole fare la caccia all'uomo e così via, per non parlare dei suoi debitori che per un motivo o un altro non possono o vogliono pagarlo. Alla fine però riuscirà per il rotto della cuffia a recuperare gli ultimi 3.000 dollari più altri 5.000 per la signora Bransford, anche lei a corto di soldi. Entrambi si iscrivono al torneo e salgono a bordo del battello a vapore del Commodoro, che ospiterà il torneo.
Durante il torneo, a cui partecipa anche lo Spagnolo, Cooper sequestra in anticipo le pistole di tutti e vigila costantemente sullo svolgimento delle partite. Alla fine, i 4 finalisti sono proprio Maverick, la Bransford, Angel lo Spagnolo e il Commodoro Duval. La sera prima della finale, la porta di Bret viene bloccata per tenerlo lontano dal tavolo, ma il giocatore riesce a uscire dalla finestra e si presenta all'ultimo istante. Dopo ore dall'inizio, il primo concorrente a uscire dalla gara è Annabelle Bransford, che non riesce a nascondere del tutto i segni e i gesti che indicano quanto sia favorevole la sua mano. Tocca poi al Commodoro, che scommette tutto su un'ultima mano poiché sta già perdendo.
Restano Maverick e Angel. Maverick sportivamente paga la quota del Commodoro per farlo partecipare ad un'altra mano, poi chiede un nuovo mazzo perché ha notato che il croupier bara prendendo le carte da sotto il mazzo. Cooper ferma il cambio del mazzo dato che non è previsto, ma concede che sia qualcun altro a dare la carta per Maverick, e questi sceglie lo Spagnolo: alla fine, il commodoro Duvall ha un poker, lo Spagnolo una scala reale media e Maverick una scala reale massima. Furioso, Angel lo accusa di barare ed estrae una pistola nascosta, ma Cooper sventa il tentativo e Maverick ricambia uccidendo uno scagnozzo di Angel con la seconda pistola di Cooper. Poco dopo a sorpresa lo stesso Cooper ruba la vincita e si allontana sulla sola scialuppa rimasta; quando il Commodoro tenta di sparargli, Maverick glielo impedisce, preferendo lasciar perdere.
Qualche notte dopo il Commodoro raggiunge lo sceriffo Cooper, accampato nella boscaglia; Duvall ha organizzato la messinscena per dividere a metà il mezzo milione, ed ha assoldato lo Spagnolo affinché tenesse Maverick lontano; ora vuol tradire anche lo sceriffo, ma viene fermato da Maverick. Il giocatore ha capito tutto e lo ha seguito, ed ora si prende i soldi e li lascia a regolare i loro conti; i due compari lottano per il possesso di una pistola, e Duvall vince, ma all'atto di sparare a Cooper la pistola si rivela scarica. Nella colluttazione che segue ha la meglio Cooper, che lascia in vita Duvall e si mette sulle tracce di Maverick.
A New Orleans Cooper ritrova Maverick in un bagno pubblico, e qui si scopre che in realtà lo sceriffo è Bret Maverick senior; i due sono padre e figlio e hanno fregato tutti. Tutti meno Annabelle Bransford, che riappare e si prende il cesto con i soldi mentre i due sono disarmati in vasca da bagno. Però Maverick ha nascosto metà del malloppo nei propri stivali, facendo in modo che Annabelle, di cui immaginava la visita, rubasse solo metà denaro, col fine di avere una motivazione per rincorrerla e recuperare la metà rubata.

## Produzione
- Il regista Richard Donner e Mel Gibson avevano già lavorato insieme nei primi film della serie Arma letale (il quarto film della saga è del 1997). Proprio per celebrare questo lungo sodalizio, e per fare un tributo alla propria collaborazione, in Maverick c'è anche un breve cameo di Danny Glover (che in Arma Letale interpretava il compagno di Gibson, Roger Murtaugh). Glover interpreta la parte di un rapinatore di banche che alla vista di Gibson rimane per un attimo interdetto; i due si scrutano come se si conoscessero (il parallelo è sottolineato anche dal sottofondo musicale, che fa anche parte della colonna sonora di Arma Letale), poi la scena finisce con la fuga di Glover, che ripete una delle più celebri battute di Arma letale:

- James Garner, che era stato coprotagonista della serie televisiva Maverick per quattro stagioni, recita la parte di Bret Maverick senior.
- Inizialmente il ruolo del padre di Maverick doveva essere interpretato da Paul Newman. Lo sceneggiatore William Goldman dichiarò successivamente che gli studios non accettarono di pagare il compenso richiesto dal leggendario attore, e per questo Paul Newman rifiutò il ruolo.